# Keurvorstendom Saksen (1547-1806)
Het keurvorstendom Saksen (Duits: Kurfürstentum Sachsen) was een land binnen het Heilige Roomse Rijk. Tussen 1547 en 1806 werd het geregeerd door de Albertijnse linie van het huis Wettin. Het land was ingedeeld bij de Opper-Saksische Kreits.

## Geschiedenis
In 1422 stierf de Ascanische dynastie van Saksen uit en werd het keurvorstendom door keizer Sigismund toegewezen aan de Wettin-dynastie. Hierbij werden Saksen en de bezittingen van de Wettins (het markgraafschap Meißen en het grootste deel van het landgraafschap Thüringen) verenigd tot één staat. Na de dood van keurvorst Frederik II werd de staat weer verdeeld tussen zijn zoons Ernst, die Saksen en Thüringen kreeg, en Albrecht, die Meißen kreeg. Hiermee werd de Saksische dynastie verdeeld in de Ernestijnse en Albertijnse linie.
Het keurvorstendom Saksen en de Saksische hoofdstad Wittenberg speelden een centrale rol in de Reformatie. Keurvorst Frederik III (1463-1525) gaf bescherming aan Luther, die hoogleraar was aan de door Frederik gestichte universiteit van Wittenberg, en zijn 95 stellingen o.a. tegen de aflaat in 1517 aan de universiteit van Wittenberg bekend maakte. De keurvorst beschermde Luther zelfs toen die vogelvrij werd verklaard door het Edict van Worms.
Keurvorst Johan Frederik I (1503-1554) had ook een warme verhouding met Luther en speelde een belangrijke rol in de Schmalkaldische Oorlog tussen het protestantse Schmalkaldisch Verbond en de katholieke keizer Karel V. Johan Frederik werd gevangengenomen en ter dood veroordeeld, maar het vonnis werd teruggedraaid tot levenslange gevangenschap. Wel verloor hij Saksen en de keurvorstelijke rechten aan hertog Maurits van Saksen, waarmee het keurvorstendom overging van de Ernestijnse op de Albertijnse linie.
Het keurvorstendom Saksen werd verzwakt door het testament van keurvorst Johan George I in 1652. De militaire en politieke leiding moest bij de keurvorstelijke hoofdlinie blijven, terwijl de zijlinies eigen hofhoudingen konden gaan voeren. Enkele maanden na de dood van de keurvorst, op 22 april 1657, werd het keurvorstendom verdeeld tussen zijn zoons waarna August het hertogdom Saksen-Weißenfels kreeg, Christiaan het hertogdom Saksen-Merseburg kreeg en Maurits het hertogdom Saksen-Zeitz kreeg. De nieuwe delen waren maar half autonoom en de nieuwe delen waren eerder van het hoofddeel afgesplitst dan dat Saksen echt verdeeld werd, waardoor de gebieden van de deelhertogdommen na het uitsterven van de laatste hertogen herenigd werden met het keurvorstendom Saksen.
Saksen bleef een luthers bolwerk tot keurvorst Frederik August I (1670-1733) zich tot het rooms-katholieke geloof bekeerde. Hij werd vervolgens verkozen tot koning van Polen als Augustus II. Het lukte hem echter niet de Poolse kroon erfelijk te maken binnen zijn dynastie. Zijn zoon, keurvorst Frederik August II (1696-1763), volgde hem nog op als koning van Polen, maar na zijn dood verloor de Saksische dynastie de Poolse troon en werd Stanislaus August Poniatowski tot koning van Polen verkozen.
In 1806 werd het keurvorstendom door Napoleon verheven tot het koninkrijk Saksen, met voormalig keurvorst Frederik August III nu als eerste koning Frederik August I. Het koninkrijk ging in 1871 op in het Duitse Keizerrijk.

## Administratieve indeling van het keurvorstendom omstreeks 1780
| naam | opmerking                        |
| --- | -------------------------------- |
| Kurkreis met graafschap Barby, burggraafschap Maagdenburg, heerlijkheid Baruth en heerlijkheid Sonnewalde | 1815 aan Pruisen                 |
| Erzgebirgischer Kreis met heerlijkheid Wildenfels                                                         |                                  |
| Leipziger Kreis                                                                                           | 1815 noordelijk deel aan Pruisen |
| Meißnischer Kreis                                                                                         | 1815 klein deel aan Pruisen      |
| Neustädter Kreis                                                                                          | 1815 aan Saksen-Weimar           |
| Thüringer Kreis                                                                                           | 1815 aan Pruisen                 |
| Vogtländischer Kreis                                                                                      |                                  |
| 7/12 aandeel in vorstelijk graafschap Henneberg                                                           | 1815 aan Pruisen                 |
| prinsbisdom Naumburg                                                                                      | 1815: Pruisen                    |
| prinsbisdom Merseburg                                                                                     | 1815 aan Pruisen                 |
| graafschap Stolberg-Stolberg en graafschap Stolberg-Roßla                                                 | 1815 aan Pruisen                 |
| 2/3 deel graafschap Mansfeld                                                                              | 1815 aan Pruisen                 |
| vorstendom Querfurt                                                                                       | 1815 aan Pruisen                 |
| graafschap Schönburg                                                                                      | Standesherrschaft                |
| 2/3 aandeel in Treffurt                                                                                   | 1815 aan Pruisen                 |

De markgraafschappen Opper-Lausitz en Neder-Lausitz werden niet tot de keurstaat gerekend.